# Loesse

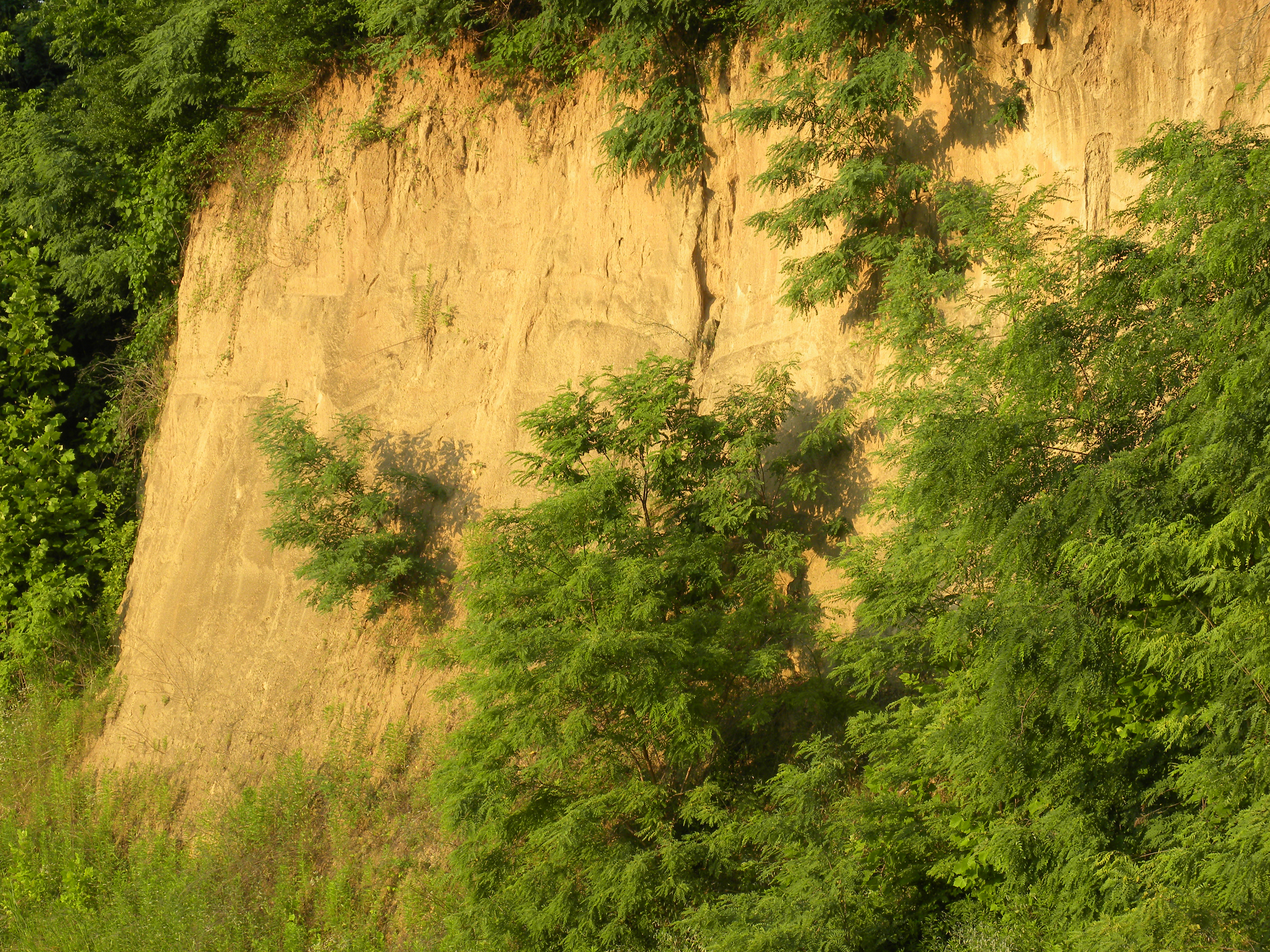
Loesse em Vicksburg (Mississippi).

O loesse (do alemão Löss) é um sedimento fértil de coloração amarelada. É formado por sedimentos depositados pelo ventoː basicamente, partículas de quartzito, calcário e calcita. Sua coloração amarela se deve à presença de óxido de ferro. É encontrado em parte da Europa (França e Países Baixos), em planícies fluviais e glaciais, nos pampas argentino e uruguaio, e principalmente na China, onde encontra-se o Rio Amarelo, importante rio na cultura do arroz chinês.
Loessito é o nome dado à rocha sedimentar composta por loesse consolidado.